# Biron (Wisconsin)
 Biron  ist eine Gemeinde (mit dem Status „ Village“) im Wood County im US-amerikanischen Bundesstaat Wisconsin. Das U.S. Census Bureau ermittelte bei der Volkszählung 2020 eine Einwohnerzahl von 839.

## Geografie
Biron liegt in der Mitte Wisconsins am Wisconsin River, einem linken Nebenfluss des Mississippi. Die geografischen Koordinaten von Biron sind 44°25′26″ nördlicher Breite und 89°46′49″ westlicher Länge. Das Gemeindegebiet erstreckt sich über eine Fläche von 16,58 km², die sich auf 12,07 km² Land- und 4,51 km² Wasserfläche verteilen. 
Der Name ist eine dem Englischen angepasste Schreibweise des deutschen „Bayern“.
Nachbarorte von Biron sind Wisconsin Rapids (an der südwestlichen Ortsgrenze), Plover (20,9 km ostnordöstlich) und Lake Wazeecha (7,6 km südsüdöstlich).
Die nächstgelegenen größeren Städte sind Wausau (84,6 km nördlich), Green Bay am  Michigansee (166 km östlich), Appleton (126 km ostsüdöstlich), Wisconsins größte Stadt Milwaukee (258 km südöstlich), Wisconsins Hauptstadt Madison (180 km südlich), La Crosse am Mississippi (166 km westsüdwestlich), Eau Claire (162 km westnordwestlich), die Twin Cities in Minnesota (296 km in der gleichen Richtung) und Duluth am Oberen See in Minnesota (409 km nordwestlich).

## Verkehr

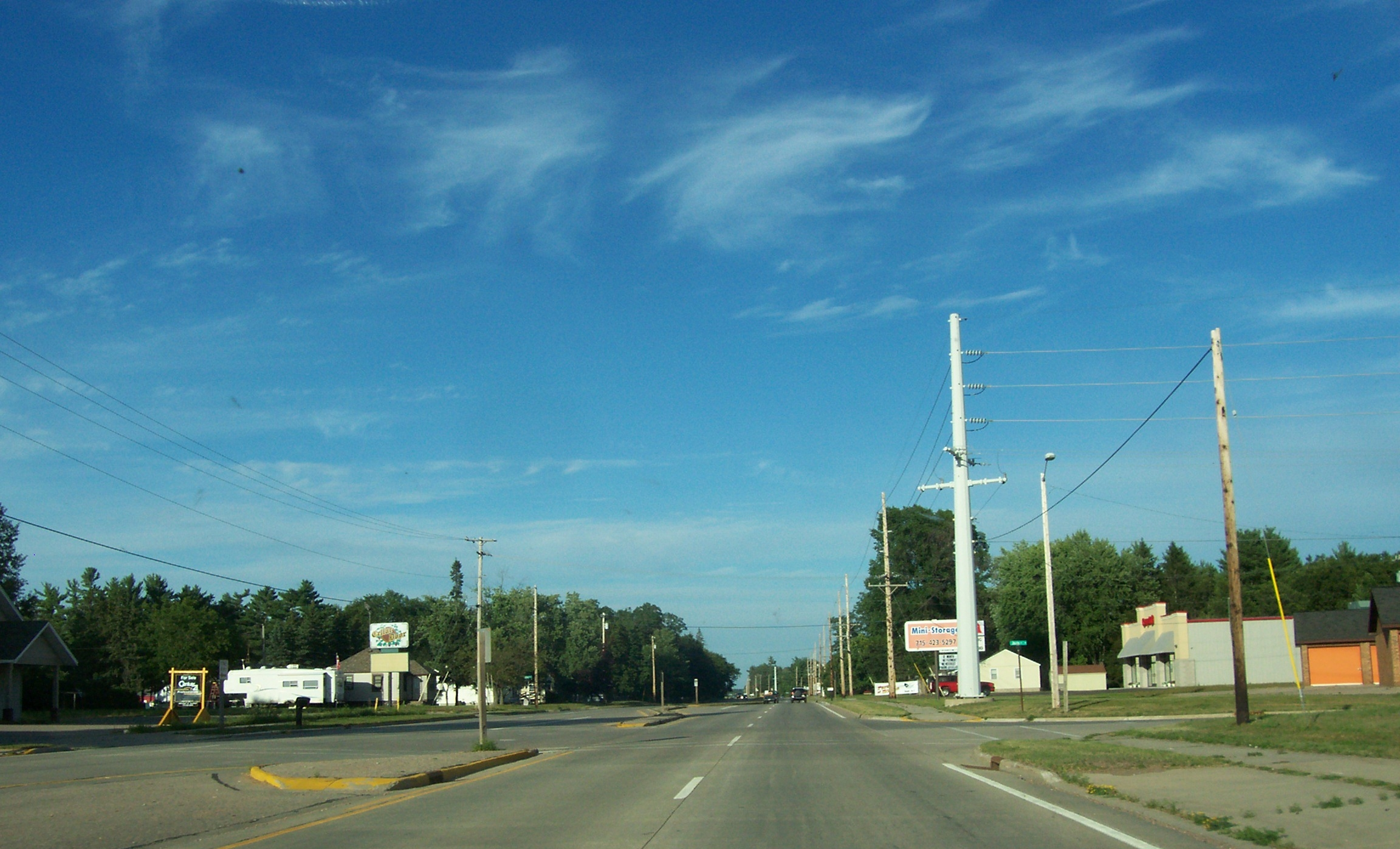
Der WIS 54 in östlicher Richtung

Der Wisconsin State Highway 54 verläuft durch den Süden des Ortsgebiets von Biron. Der entlang des Wisconsin River verlaufende County Highway U führt als Hauptstraße durch den Ort. Alle weiteren Straßen sind untergeordnete Landstraßen, teils unbefestigte Fahrwege sowie innerörtliche Verbindungsstraßen.
Für den Frachtverkehr ist Biron an das Eisenbahnnetz der Canadian National Railway (CN). angeschlossen.
Mit dem South Wood County Airport in Wisconsin Rapids befindet sich 10,2 km südwestlich ein kleiner Flugplatz. Der nächste Verkehrsflughafen ist der Central Wisconsin Airport bei Wausau (60 km nordnordöstlich).

## Bevölkerung
Nach der Volkszählung im Jahr 2010 lebten in Biron 839 Menschen in 366 Haushalten. Die Bevölkerungsdichte betrug 69,5 Einwohner pro Quadratkilometer. Ethnisch betrachtet setzte sich die Bevölkerung zusammen aus 98,7 Prozent Weißen sowie 0,8 Prozent Afroamerikanern; 0,5 Prozent stammten von zwei oder mehr Ethnien ab. Unabhängig von der ethnischen Zugehörigkeit waren 0,8 Prozent der Bevölkerung spanischer oder lateinamerikanischer Abstammung. 
19,4 Prozent der Bevölkerung waren unter 18 Jahre alt, 55,1 Prozent waren zwischen 18 und 64 und 25,5 Prozent waren 65 Jahre oder älter. 49,5 Prozent der Bevölkerung war weiblich.
Das mittlere jährliche Einkommen eines Haushalts lag bei 49.167 USD. Das Pro-Kopf-Einkommen betrug 27.260 USD. 8,6 Prozent der Einwohner lebten unterhalb der Armutsgrenze.